# سيف زناتي
السيف الزناتي أو سيف زناتة (بالإسبانية: Espada jineta) هو نوع من السيوف التي اشتهرت بالأندلس في الفترة الناصرية، تم إدخاله إلى شبه الجزيرة الأيبيرية في العصور الإسلامية من قبل الزناتيين، ومن هذه القبيلة الأمازيغية اشتق اسمه. كان سيفًا بيد واحدة بنصل مستقيم ذو حدين بقناة تصل إلى المنتصف، وبمقبض على شكل عظم وحلقة دائرية، وبأضلاعه الساقطة المستديرة نحو النصل، تاركًا مسافة صغيرة بينهما. ولكن من دون شك، كانت أهم ميزة لدى هاته السيوف هي الصناعة المثقنة والرائعة وصفات المواد الثمينة التي صنعت بها المقابض.